# Valentín Reynoso Hidalgo
Valentin Reynoso Hidalgo MSC (Nagua, María Trinidad Sánchez, 16 de dezembro de 1942) é um clérigo católico romano dominicano e bispo auxiliar emérito de Santiago de los Caballeros.

## Biografia
Valentin Reynoso Hidalgo é o primeiro dos onze filhos de Ramón Reynoso Duarte e María Altagracia Hidalgo García. Concluiu os estudos primários e secundários no Seminário Menor dos Missionários do Sagrado Coração; frequentou cursos de filosofia no Seminário Maior "San Tomás de Aquino" de Santo Domingo, na Pontifícia Universidade Católica Madre y Maestra de Santiago de los Caballeros, e cursos de teologia no Seminário "San Tomás de Aquino". Ingressou na Congregação dos Missionários do Sagrado Coração, fazendo os votos temporários em 8 de setembro de 1972 e os votos perpétuos em 8 de setembro de 1975. Dias depois, em 14 de setembro, foi ordenado diácono transitório e como sacerdote em 8 de novembro de 1975.
Obteve a licenciatura em educação e orientação pela Pontifícia Universidade Católica Madre y Maestra (1976-1980) e a licenciatura em espiritualidade pela Pontifícia Universidade Gregoriana (1982-1983). Na sua Congregação, Mons. Reynoso exerceu os seguintes cargos: diretor de Pastoral Vocacional (1985-1988/1995-1998); diretor da Fraternidade do Coração de Jesus (1996-2001); superior do Centro Vocacional (1980-1982); superior da área Nagua (1992-1995); superior do Centro "Monte de Oración" (1995-1999); superior da região de Santo Domingo (2000-2003); Mestre de Noviços (1979-1985); membro do Conselho Provincial (1972-1985); Vigário Provincial (1994-1997/2000-2003); secretário do Conselho Provincial (1982-1985); Ecônomo Provincial (2000-2003).
Foi pároco das paróquias de “Santa Maria” na missão de Curaçao (1990-1993) e de “Nuestra Señora del Sagrato Corazón” e “Divino Niño” em Santo Domingo (2001-2003). Foi Diretor da Casa de Espiritualidade de San Victor di Moca (1985-1988). Servia como Pároco da Paróquia-Santuário de “Nuestra Señora de la Altagracia”, em Santiago de los Caballeros, e dirigiu o Apostolado do Sagrado Coração. É autor de diversas publicações de carácter biográfico e espiritual.
Papa Bento XVI nomeou-o em 22 de outubro de 2007 bispo auxiliar de Santiago de los Caballeros e bispo titular de Mades. O Arcebispo de Santiago de los Caballeros, Ramón Benito de La Rosa y Carpio, o consagrou em 8 de dezembro do mesmo ano, no Salón Multiuso da Pontifícia Universidade Católica Madre y Maestra; os co-consagradores foram Juan Antonio Flores Santana, Arcebispo Emérito de Santiago de los Caballeros, e Jesús María de Jesús Moya, Bispo de San Francisco de Macorís. Escolheu como lema episcopal “Ut Unum Sint in Corde Jesu” (Para que todos sejam Um no Coração de Jesus). Foi o primeiro bispo da Congregação dos Missionários do Sagrado Coração na República Dominicana.
Entre suas atribuições como bispo auxiliar, foi diretor do Centro Carismático Católico e Santuário da SS. Trindade; assessor das comissões Pastoral Educacional Arquidiocesana, Arquidiocesana de Vida Consagrada, Arquidiocesana de Discernimento sobre a idoneidade dos Candidatos ao Diaconato e Presidentes de Assembleia, Arquidiocesana de Assistência e Apoio aos Enfermos e Arquidiocesana Coordenadores dos Ministros dos Enfermos; coordenador da Comissão Arquidiocesana de Preparação do Sínodo Arquidiocesano de Santiago; membro da Comissão Arquidiocesana de Limites Territoriais das novas paróquias; presidente da Comissão Episcopal CED-CONDOR; coordenador da Comissão Episcopal das Missões Pontifícias e da Comissão Nacional dos Vigários da Vida Consagrada.

O Papa Francisco aceitou sua aposentadoria em 2 de fevereiro de 2018.